# Luperus nigripes
Luperus nigripes là một loài bọ cánh cứng trong họ Chrysomelidae. Loài này được Kiessenwetter miêu tả khoa học năm 1861.